# Lothar-Günther Buchheim
Lothar-Günther Buchheimⓘ (ur. 6 lutego 1918 w Weimarze, zm. 22 lutego 2007 w Starnbergu) – niemiecki pisarz, malarz.
Studiował na Akademii Sztuk Pięknych w Dreźnie i Monachium. W czasie II wojny światowej zgłosił się na ochotnika do niemieckiej marynarki wojennej. Tam pływał na trałowcach, niszczycielach i okrętach podwodnych.
Jego najsłynniejszym utworem jest „Okręt” („Das Boot”), powieść, która stała się międzynarodowym bestsellerem. Pierwowzorem tytułowego okrętu jest U-96, U-Boot typu VIIC, na którym autor uczestniczył w jednym z rejsów jako korespondent wojenny, a pierwowzorem dowódcy, książkowego „Starego” jest Heinrich Lehmann-Willenbrock. Już kilka lat po ukazaniu się pierwszego wydania książka doczekała się przekładu na 12 języków. Na podstawie książki w roku 1981 został nakręcony film pod tym samym co książka tytułem „Das Boot” w reżyserii Wolfganga Petersena.
Dwadzieścia lat po stworzeniu „Okrętu” powstała pięciotomowa seria „Twierdza”, olbrzymie dzieło traktujące o końcówce II wojny światowej widzianej oczyma pisarza, niemieckiego marynarza. Jego trzymiesięczna włóczęga rozpoczyna się w La Baule i prowadzi przez zniszczone działaniami wojennymi: Berlin, Monachium, Paryż, Brest. Bardzo szczegółowo przedstawione są nastroje oficerów i żołnierzy, którzy nie mają już złudzeń co do losów wojny oraz III Rzeszy, jednak nie mogąc wypowiadać się swobodnie w obliczu wszechobecnego kapownictwa i inwigilacji SD, uciekają w dwuznaczności i zawoalowanie. Ciągła gra, igranie na granicy defetyzmu i realizmu, szarga nerwy bohaterów powieści i prowadzi do rozwoju ciekawych związków czy wręcz zażyłości, jak choćby między Buchheimem a „Starym”. Tułaczka bohatera to ciąg opisów zniszczeń – tych fizycznych, materialnych, ale też psychicznych.
Powieść jest kontynuacją „Okrętu” i „Okrętu 2", częścią wspólną z nimi są główni bohaterowie, jak „Stary” – kapitan U-96, późniejszy dowódca flotylli w Breście.